# Padovai fegyverszünet
A padovai fegyverszünet az Osztrák–Magyar Monarchia és Olaszország illetve az antant között jött létre, a Giusti-villában , Padova közelében 1918. november 3-án, pontot téve a Monarchia első  világháborús szereplésére.

## Aláírása
Október 29-én a Monarchia fegyverszüneti küldöttsége utasítást kapott arra, hogy lépjen kapcsolatba az olasz hadvezetéssel és tárgyaljon a fegyverszünetről. Október 29-én az olasz hadvezetés átvette a Monarchia azonnali fegyverszüneti kérelmét, de az olasz hadvezetés világossá tette, hogy tárgyalásról szó sem lehet. A fegyverszüneti küldöttség október 31-én eljutott Padova városába, az olasz főparancsnokság székhelyére, ahol Viktor Weber von Webenau gyalogsági tábornok, a Monarchia teljhatalmú megbízottja megint tárgyalást kívánt kezdeni az olasz hadvezetéssel. Az olaszok azonban a teljes megadást követelték, tárgyalás nélkül. Ugyanezen a napon Párizsban a Legfelsőbb Haditanácsban részt vevő felek között megegyezés jött létre a Monarchia számára előírt fegyverszüneti feltételekről. November 3-án a Monarchia küldöttsége aláírta a fegyverszünetet.

## Feltételei
A november 3-án aláírt okmány előírta: 
- Az ellenségeskedést azonnal be kell szüntetni.
- A Monarchia hadseregét le kell szerelni, kivéve 20 békeállományú hadosztályt.
- Minden megszállt területet ki kell ürítenie a Monarchiának.
- Az Adriai-tenger környéki monarchiabeli területeket ki kell ürítenie a Monarchiának.
- Az antant csapatok számára felvonulást kell biztosítani az addig megszállva tartott területekre.
- A német csapatokat ki kell utasítani a térségből, amennyiben az 15 napon belül nem történik meg, úgy internálni kell őket.
- A Monarchia csapatait vissza kell vonni a Brenner-hágóig.
- Az antantot megilleti a teljes mozgásszabadság és megszállói jogok a Monarchia egész területén.

## A pótjegyzőkönyv
A pótjegyzőkönyv szerint a fegyverszünet nem az aláíráskor, november 3-án, hanem másnap, november 4-én, délután három órakor lép hatályba. Mivel az osztrák hadvezetés már a fegyverszünet aláírása előtt értesítette a harcoló hadseregeit az ellenségeskedések azonnali beszüntetéséről, azok nem harcoltak tovább november 3-a után, ám az olasz hadvezetőség betartotta a pótjegyzőkönyv előírását, és november 4-éig továbbra is harcoló félként lépett fel. A monarchiabeli katonák fegyvertelenül várták az előrenyomuló olasz csapatokat, akik azonban hivatkozva arra, hogy még hadban állnak egymással, a Monarchia katonáit hadifoglyoknak tekintették és hadifogságba ejtették őket, így az utolsó napon, november 3-tól november 4-ig több mint 300 000 monarchiabeli katona esett olasz hadifogságba, emellett az olaszok jelentős hadizsákmányra is szert tettek.

## Külső hivatkozások
- A fegyverszünet szövege angolul